# هراچیا گریگوریان
هراچیا گارگینی گریگوریان (ارمنی: Հրաչյա Գարեգինի Գրիգորյան؛ زادهٔ ۱۵ مهٔ ۱۹۵۲) یک سیاستمدار اهل ارمنستان است که از تاریخ ۱۹۹۵ تا تاریخ ۱۹۹۹ سمت نمایندگی دوره اول مجلس ملی جمهوری ارمنستان را برعهده داشت.

## زندگی‌نامه
در ۱۵ مهٔ ۱۹۵۲ در ایروان به دنیا آمد و از دانشگاه دولتی ایروان فارغ‌التحصیل شد. 